# Литературный музей Кузьмы Чорного
Литературный музей Кузьмы Чорного — мемориальный музей, посвященный белорусскому писателю Кузьме Чорному. Детские и юношеские годы писатель провел в Тимковичах, получил среднее образование, затем преподавал в Тимковичской школе. Даже будучи известным писателем, Кузьма Черный часто возвращался в Тимковичи за вдохновением для своих произведений.

## История

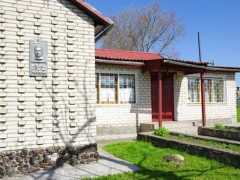
Мемориальная доска на стене музея

Литературный музей Кузьмы Черного создан на базе школьного музея села Тимковичи, функционировавшего с 1962 года. Согласно приказу Министерства культуры Республики Беларусь от 15 января 1993 года школьный музей преобразован в филиал Государственного музея истории белорусской литературы. Открыт для посетителей в 1994 году.

## Фонды
В музее Кузьмы Чорного хранятся личные вещи писателя (пальто, самовар), скатерть, вытканный его матерью Глицерией Михайловной, рукописи, переводы, документы из семейного архива, семейные фотографии, афиши спектаклей, газеты, прижизненные издания и уникальная запись голоса Кузьма Чорного.

## Экспозиция

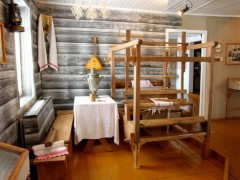
Интерьер музея. Ткацкий станок

Современная экспозиция открылась в декабре 2014 года в четырех залах (общая выставочная площадь 127,1 кв.м). На ней изображены основные вехи биографии Кузьмы Чорного: детские годы писателя, ранний период творчества в 1920-30-е годы, период Великой Отечественной войны, значение наследия писателя для белорусской культуры. В основу визуального оформления положены рисунки самого Кузьмы Чорного, а в качестве цитат послужили выдержки из его личного дневника. В экспозиции представлены предметы быта первой половины XX века, личные документы, фотографии, прижизненные публикации писателя, а также иллюстрации белорусских художников по произведениям Кузьмы Чорного.

## Мероприятия
В музее проходят различные мероприятия: вечера воспоминаний, литературно-музыкальные вечера, творческие встречи с белорусскими писателями. Особое место в деятельности музея занимает работа со школьниками, для них проводятся музейно-педагогические занятия на темы: «Музей и дети», «Гордись своим земляком», «Наше наследие». С 1998 года для учащихся средних и старших классов работает студия любителей театра «Искринка», а с 2003 года для дошкольников и младших школьников проводятся спектакли фланелевого театра «Копилка красоты».

## Достопримечательность
- Памятная доска с надписью "Музей Кузьмы Чорнага" с барельефом К. Чорного на здании музея
- Бюст К. Чорного в музее